# UFC 31
UFC 31: Locked and Loaded è stato un evento di arti marziali miste tenuto dalla Ultimate Fighting Championship il 4 maggio 2001 al Trump Taj Mahal di Atlantic City, Stati Uniti.

## Retroscena
È l'evento del debutto da professionista del futuro campione dei pesi welter e dei pesi leggeri B.J. Penn, nonché l'esordio del futuro campione dei pesi welter Matt Serra.
In questo evento vennero adottate per la prima volta le classi di peso standard dell'UFC, con i pesi gallo che vennero rinominati pesi leggeri e portati dai 68 kg ai 70 kg, i pesi welter vennero portati a 77 kg, i pesi medi a 84 kg e i pesi mediomassimi a 93 kg.
Dana White ritiene questo evento uno dei migliori della storia dell'UFC.

## Risultati

### Card preliminare
- Incontro categoria Pesi Welter:  Tony DeSouza contro  Steve Berger

DeSouza sconfisse Berger per decisione unanime a 15:00.
- Incontro categoria Pesi Leggeri:  B.J. Penn contro  Joey Gilbert

Penn sconfisse Gilbert per KO Tecnico (colpi) a 4:58 del primo round.

### Card principale
- Incontro categoria Pesi Mediomassimi:  Matt Lindland contro  Ricardo Almeida

Lindland sconfisse Almeida per squalifica dell'avversario (infrazioni ripetute) a 4:21 del terzo round.
- Incontro categoria Pesi Massimi:  Semmy Schilt contro  Pete Williams

Schilt sconfisse Williams per KO Tecnico (colpi) a 1:26 del secondo round.
- Incontro categoria Pesi Welter:  Shonie Carter contro  Matt Serra

Carter sconfisse Serra per KO (pugno girato) a 4:51 del terzo round.
- Incontro per il titolo dei Pesi Welter:  Pat Miletich (c) contro  Carlos Newton

Newton sconfisse Miletich per sottomissione (strangolamento bulldog) a 2:50 del terzo round e divenne il nuovo campione dei pesi welter.
- Incontro per il titolo dei Pesi Massimi:  Randy Couture (c) contro  Pedro Rizzo

Couture sconfisse Rizzo per decisione unanime a 25:00 e mantenne il titolo dei pesi massimi.